# Dime (Sprache)
Dime (auch Dima, Eigenbezeichnung dim-aaf, dim-ko-aaf) ist eine omotische Sprache, die im Südwesten Äthiopiens in der Kaffa-Region nördlich des Flusses Omo gesprochen wird. Es wird dem Südomotischen zugerechnet. Das Dime hat nur wenige Tausend Sprecher; 1998 wurden bei einer Volkszählung 6.501 erfasst. Es besitzt drei Dialekte, die untereinander verständlich sind.

## Phonologie
Hinsichtlich der konsonantischen Phoneme fallen einige Ejektive (ts', c', q') und Implosive (ɓ, ɗ, ɠ) auf, die als typisch afroasiatisch gelten können. Die Angaben zu Vokalen divergieren, die Existenz der Vokale a, e, i, o, u und mehrerer langer Vokale sowie Diphthonge scheint aber gesichert. Nach Seyoum 2007 besitzt das Dime einen hohen und einen tiefen Ton, die im Folgenden, soweit bekannt, mit Akut und Gravis bezeichnet werden; Siebert markiert dagegen Wortakzente.

## Morphologie
Die Personalpronomina besitzen getrennte Formparadigmen für Subjekts- und Objektspronomina, wobei die Objektspronomina mit verschiedenen Kasusendungen erweitert werden: Nominativ yáyè „du“, Akkusativ yí-n-ìm, Dativ yí-n, Genitiv yín-kó, Ablativ yín-kó-dé, Instrumental yín-ká. In der 3. Person Singular werden die Genera Maskulinum und Femininum getrennt, außerdem werden Singular und Plural unterschieden.
Ein Substantiv ist entweder maskulin oder feminin, dazu kann der genusneutrale Numerus Plural gebildet werden. Substantive bilden ihren Plural mit -af: də̀h-àf-ìs „die Armen“, ʔàmz-áf „Frauen“; Adjektive mit -id: sɨ̀kèt gúdm-íd zìm-áf „diese großen Fürsten“. Bei Substantiven wird das Genus nur eingeschränkt gekennzeichnet (z. B. sib-ub „Vater der Ehefrau“, sib-ind „Mutter der Ehefrau“), bei Adjektiven dagegen obligatorisch (koyz zuu-b „roter Hahn“, koyz zuu-ind „rote Henne“). Die Definitheit wird mit -is markiert. Das Substantiv besitzt die gleichen Kasusendungen wie das Objektspronomen, der Nominativ ist unmarkiert.
Die Wurzel der meisten Verben hat die Form CVC; im Präsens-Futur kann die Wurzel partiell oder total redupliziert werden: dèdèɣ-dé-t „ich koche gerade“ - dèχt-úb „ich koche“, dulumdulum-de-t-ee „wir singen (gewöhnlich)“ - dulum-de-t „wir singen“. Durch unterschiedliche Affixe wird eine Reihe von Tempora und Modi unterschieden; die meisten Tempora verfügen auch über Personalendungen, die hinsichtlich Genus und Numerus neutral sind und die außerhalb des Jussivs zweite und dritte Person nicht unterscheiden. Die folgende Tabelle der bekannten Tempora und Modi folgt im Wesentlichen Hayward 1990 (zitiert nach Bender) und ist ergänzt durch Seyoum 2007:
| Funktionsbezeichnung       | Marker           | Personalendungen | Personalendungen | Personalendungen | Beispiel                                             |
| -------------------------- | ---------------- | ---------------- | ---------------- | ---------------- | ---------------------------------------------------- |
| Funktionsbezeichnung       | Marker           | 1.               | 2.               | 3.               | Beispiel                                             |
| Jussiv I                   |                  | tub              |                  | u                | k'ay-u „lass sie wollen“                             |
| Jussiv II                  |                  | tii              |                  | aa/ii            | k'ay-ii „lass sie wollen“                            |
| Perfekt I                  | -i, -a-, -∅-     | t                | n                | n                | yèf-ì-n „sie sah“                                    |
| Perfekt I mit Kopula       | -i, -a-, -∅-     | t-ee             | n-ee             | n-ee             | wucʾ-i-n-ee „er trank“                               |
| Perfekt II                 | -se-, -sa-, -si- | t/na             | n/na             | n/na             | kol-si-n „er ging vorbei“, fus-se-na „er kam heraus“ |
| Perfekt II mit Kopula      | -se-, -sa-       | tee              | nee              | nee              | gaʔ-s-e-n-ee „er biss“                               |
| Präsens-Futur              | -dé-             | t                | n                | n                | dèdèɣ-dé-t „ich koche gerade“                        |
| Präsens-Futur mit Kopula   | -de-...-ee       | t                | n                | n                | dulumdulum-de-t-ee „wir singen (gewöhnlich)“         |
| Präsens-Futur (progressiv) | unterschiedlich  | t                | n                | n                | mat-im-fil-ini-de-t „ich kämme mein Haar“            |
| Imperfekt                  | -úb/ob-          |                  |                  |                  | dèχt-úb „ich koche“                                  |
| präsentisches Perfekt      | -sub-, -san-     |                  |                  |                  | kʾay-sub „sie hat gewünscht“                         |
| Plusquamperfekt            | -subdee-         | (t)              | (n)              | (n)              | at-subdee „ich war gekommen“                         |

In Fragesätzen werden die Personalendungen t und n durch -aa/-ee ersetzt: lot oxt-aa „Wie hast du die Nacht verbracht?“, yeb-s-aa „hast du gesehen?“. Der Imperativ, der den Jussiv der zweiten Person ersetzt, besitzt die Endungen -u, -m, -a, -e sowie im Plural -is: et-is „esst!“, wuy-u „stehe!“ Wie der Jussiv wird er mit koy negiert: k'ay koy „wolle nicht!“, na aad-u koy „lass sie nicht kommen“. Die Tempora werden mit kay, kab oder kasiɗ verneint. In Relativsätzen erhalten Verben spezielle Suffixe, wie im Abschnitt „Syntax“ beschrieben wird.
Mit -a, -ta wird ein „Gerundium“ gebildet: ad-a „kommen“. Der Infinitiv endet auf -in. Kausative und faktitive Verben werden mit -s-/-š- gekennzeichnet: wuy-u „stehe!“ – wuy-s-u „halte an!“; passive Verben charakterisiert ein Affix -inɗ-: tsʾoh-inɗ-i-n „sie (die Kuh) wurde gemolken“.

## Syntax
Die gewöhnliche Satzstellung ist SOV, wobei das direkte Objekt dem indirekten folgt:
| ná                                | yí-n       | ʔàfàl-ìs-ìm                          | ʔìm-ì-n                     |
| sie                               | du – Dativ | Kleidungsstück – Definit – Akkusativ | geben – Perfekt – 3. Person |
| „Sie gab dir das Kleidungsstück.“ |            |                                      |                             |

Die nach Tempus/Aspekt unmarkierte Kopula ist -éé, dán; daneben existieren verschiedene tempusgebundene affirmative oder negative Formen. Nominalphrasen weisen sowohl den Aufbau Kopf – modifizierendes Element als auch modifizierendes Element – Kopf auf. Kennzeichnend ist dabei, dass nominale Kategorien nicht am Kopf markiert werden, sondern die Nominalphrase abschließen:
| ʔeftí                | giččó-b-im                |
| Vogel                | groß-Maskulinum-Akkusativ |
| „einen großen Vogel“ |                           |

Relativsätze werden mit speziellen relativen Verbformen gebildet. Diese werden nicht nur nach Aspekt/Tempus, sondern wie Nomina auch nach Genus, Numerus und Definitheit der modifizierten Nominalphrase flektiert, wobei keine formale Unterscheidung zwischen Subjekts- und Objektsrelativisierung stattfindet:
| ʔámz-is                                         | káy-déé-nd-is-im                                           | ʔálf-îs-im                   | yéf-i-n                   |
| Frau – Definit                                  | wollen – Imperfekt – feminin+Relativ – Definit – Akkusativ | Messer – Definit – Akkusativ | sah – Perfekt – 3. Person |
| „Die Frau fand das Messer, nach dem sie sucht.“ |                                                            |                              |                           |

Interrogativa stehen in situ:
| ná                        | ʔamóid | dime-n       | tíŋ-dée                        |
| sie                       | wann   | Dime – Dativ | gehen – Imperfekt+Interrogativ |
| „Wann kommt sie zu Dime?“ |        |              |                                |